# Parafia św. Michała Archanioła w Poczerninie
Parafia pw. św. Michała Archanioła w Poczerninie – parafia rzymskokatolicka z siedzibą w Poczerninie, należąca do dekanatu Maszewo, archidiecezji szczecińsko-kamieńskiej, metropolii szczecińsko-kamieńskiej. W parafii posługują księża diecezjalni. Proboszczem parafii jest ks. Henryk Jasik.

## Historia parafii
Na potrzeby parafii zbudowano 5 kościołów:
Kościół parafialny
- Kościół św. Michała Archanioła w Poczerninie[1]

i kościoły filialne
- Kościół św. Józefa Oblubieńca w Małkocinie[1]
- Kościół w Rogowie[1]
- Kościół św. Apostołów Piotra i Pawła w Smogolicach[1]
- Kościół św. Stanisława Biskupa i Męczennika w Storkówku[1]